# Tanycarpa medialis
Tanycarpa medialis är en stekelart som beskrevs av Robert A.Wharton 2002. Tanycarpa medialis ingår i släktet Tanycarpa och familjen bracksteklar. Inga underarter finns listade i Catalogue of Life.